# Ado Ekiti
Ado Ekiti je město v Nigérii ve státě Ekiti. Leží v jižní části země v nadmořské výšce 455 m n. m. a v roce 2022 v něm žilo 469 700 obyvatel. Ve městě se nachází několik vysokých škol včetně Státní univerzity v Ekiti. Převládajícim etnikem ve městě jsou Jorubové a nejužívanějším jazykem je zde jorubština. 